# Spilhaus-Projektion

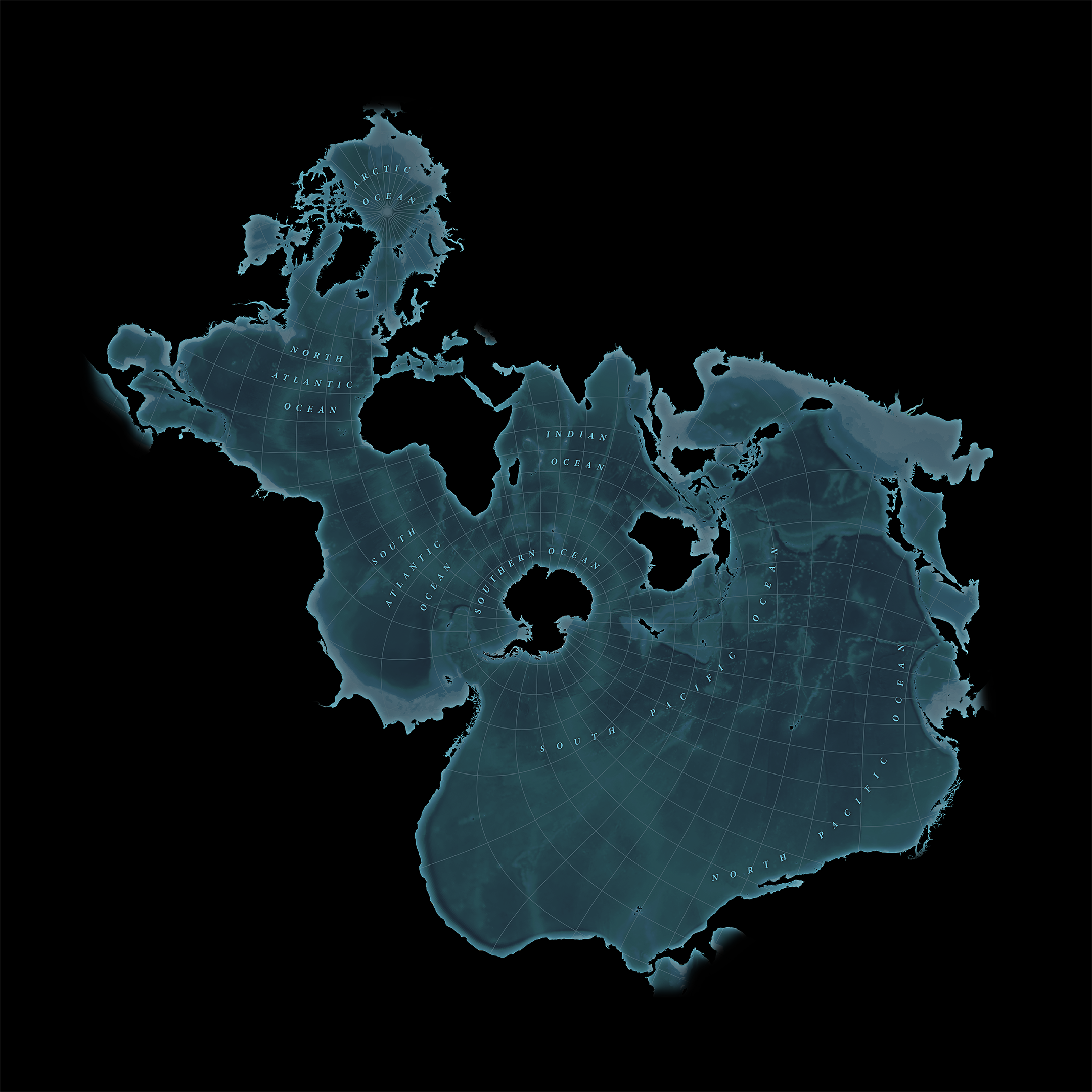
Spilhaus-Projektion: Das Weltmeer steht im Mittelpunkt, die ausgeblendeten Kontinentalflächen bilden den Kartenrand.

Unter dem Begriff Spilhaus-Projektion werden verschiedene Weltkartenentwürfe des Ozeanografen Athelstan Frederick Spilhaus zusammengefasst. Die Grundlage aller Karten bildet der Versuch, alle Ozeane der Erde als eine zusammenhängende Wasserfläche darzustellen, d. h. als ein Weltmeer. In ihrer ab Herbst 2018 populär gewordenen und in ArcGIS implementierten Form wird unter der Spilhaus-Projektion oft eine quadratische Karte verstanden, die auf einer Projektion des Kartografen Oscar S. Adams basiert. Ihr Nutzen für die Ozeanografie besteht darin, dass weltmeerübergreifende Zusammenhänge wie die globalen Meeresströmungen in einer Karte visualisiert werden können.

## Hintergrund und Entwicklung
Auf den meisten Weltkarten bilden Wasserflächen die Ränder der Kartenfläche, so dass die Kontinente optimal zur Geltung kommen. Laut Spilhaus’ eigener Aussage ist es für die Ozeanografie allerdings von grundlegender Bedeutung, dass das Weltmeer im Prinzip ein kontinuierliches Wasservolumen mit relativ freiem Austausch ist. Spilhaus versuchte daher nun, die übliche Darstellung so umzukehren, dass auf einer Weltmeerkarte Kontinentalflächen am Kartenrand liegen und die Meeresfläche optimal präsentiert wird. Im Jahr 1942 veröffentlichte er eine Publikation mit zwei Karten, die die gesamte Wasserfläche der Erde ununterbrochen als eine Einheit darstellen sollten. Eine der beiden Karten basierte auf der winkeltreuen, epizykloidalen August-Projektion und bildete Meeresströmungen im Winterhalbjahr (der Nordhalbkugel) ab, die andere nutzte eine flächentreue Hammer-Aitov-Projektion und zeigte Meeresoberflächentemperaturen. Da an den Rändern Kontinentteile wiederholt abgebildet werden, handelt es sich nicht um eine kartographische Projektion im strengen Sinne.

Spilhaus-Projektionen von 1942, jeweils mit Tissotscher Indikatrix
Nach Spilhaus-August
Nach Spilhaus-Hammer

1979 stellte Spilhaus schließlich eine quadratische Ozeankarte vor, die er zusammen mit Robert Hanson und Erwin Schmid entwickelt hatte. Welche Projektion dabei verwendet wurde, ist in der Veröffentlichung nicht exakt erklärt. Ein Team von ArcGIS-Mitarbeitenden fand allerdings große Ähnlichkeiten mit einer quadratischen Weltkarte von Oscar S. Adams aus dem Jahr 1929, die geeignet verschoben und verkippt wurde. Ein Rand der Karte beginnt im Süden Chinas (bei 115° Ost und 30° Nord), führt durch die Beringstraße (169° West und 65.3° Nord) und endet in Argentinien (65° West und 30° Süd). Die Abbildungsmethode bringt es mit sich, dass bestimmte Bereiche mehrfach auftreten, darunter die Küste des Golfs von Mexiko, Gebiete in Zentralamerika, die südamerikanische Westküste sowie der Bereich nördlich der Beringstraße. In leicht modifizierter Form ist dies die Spilhaus-Projektion, die mit ArcGIS gezeichnet werden kann. Da die Landflächen für diese Art von Ozeankarten ohnehin nicht interessant sind, werden sie oft ausgeblendet oder weggeschnitten.
Im Jahr 1983 veröffentlichte Spilhaus zwei weitere, nun kreisförmige Karten mit derselben Zielstellung. Eine Karte nutzt eine flächentreue Lambert-Projektion. Die andere Karte zeigt die Erde in winkeltreuer stereografischer Projektion, wobei das Zentrum bei 95° West, 45° Süd liegt: Wiederum bilden Kontinentalflächen die Ränder der Karte, das Weltmeer liegt innerhalb.
Zusammengefasst und leicht variiert finden sich alle diese Kartenentwürfe, erweitert um Karten, die die Plattentektonik visualisieren, auch in Spilhaus’ Atlas of the World von 1991.

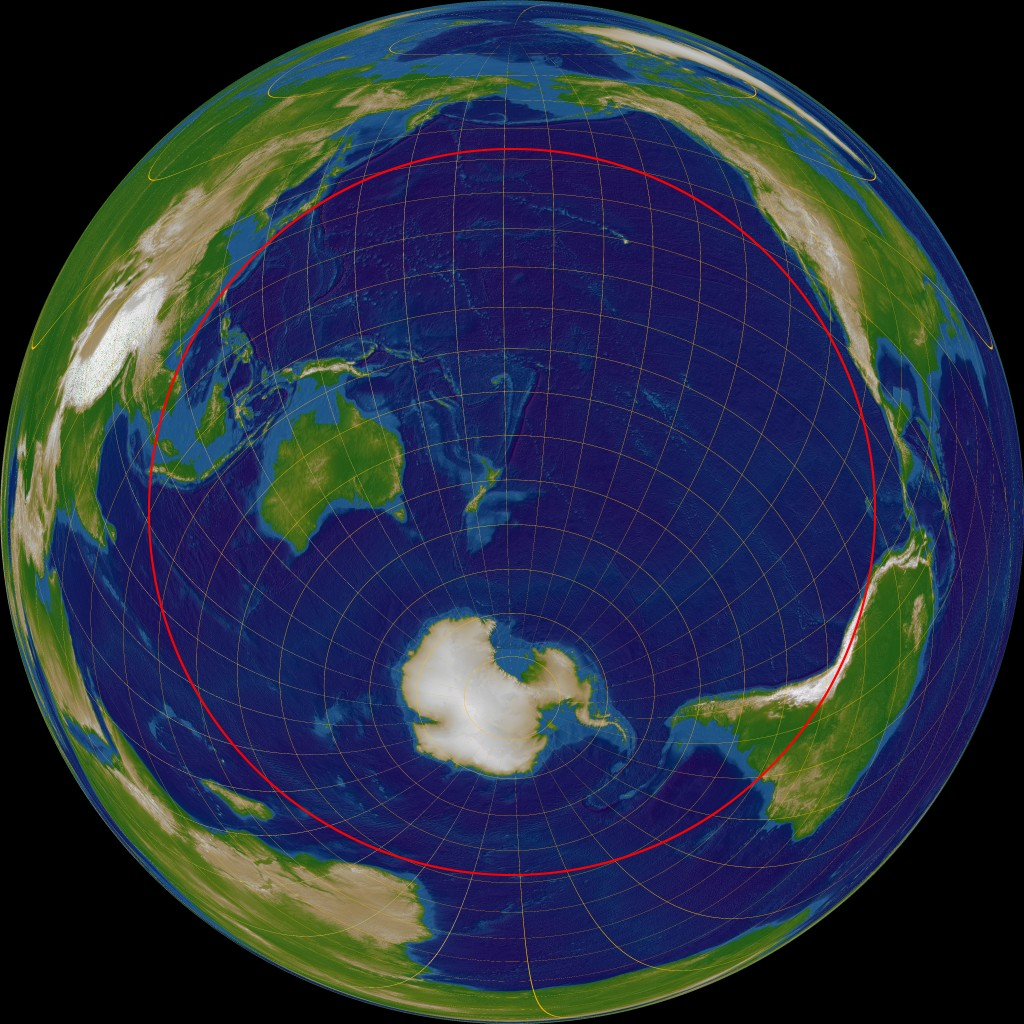
Flächentreue Lambert-Projektion. Spilhaus (1983) verwendete eine andere Perspektive, die Wasserfläche wird aber auch hier bereits gut sichtbar.
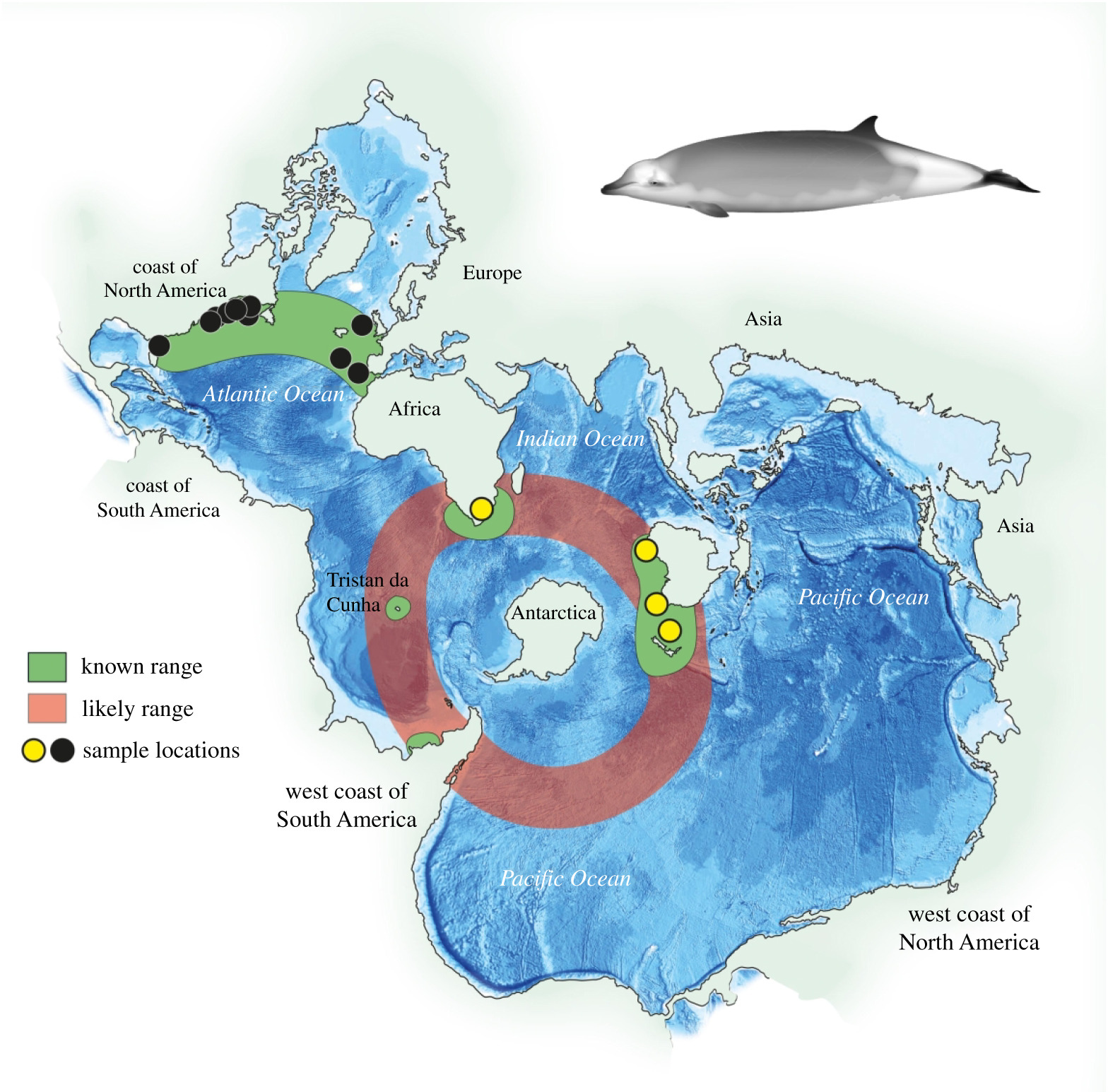
Quadratische Spilhaus-Projektion. Verbreitung von True-Wal (Mesoplodon mirus) und Ramari-Zweizahnwal (M. eueu) in den Weltmeeren als Anwendungsbeispiel

## Bedeutung
Die Spilhaus-Projektion kann prinzipiell überall dort angewendet werden, wo ozeanübergreifende Sachverhalte dargestellt werden sollen, darunter Meeresströmungen, Oberflächentemperaturen, Erdbeben, Plattengrenzen, Meeresbodentopografie, Magnetfeldanomalien, die Verteilung Schwarzer Raucher und vieles mehr. Auch können „einzelne“ Ozeane auf den ersten Blick bequem miteinander verglichen werden. Auch für die Darstellung weltweiter klimatologischer Zusammenhänge bietet die Spilhaus-Karte eine wertvolle Grundlage.